# Michael F. Huse

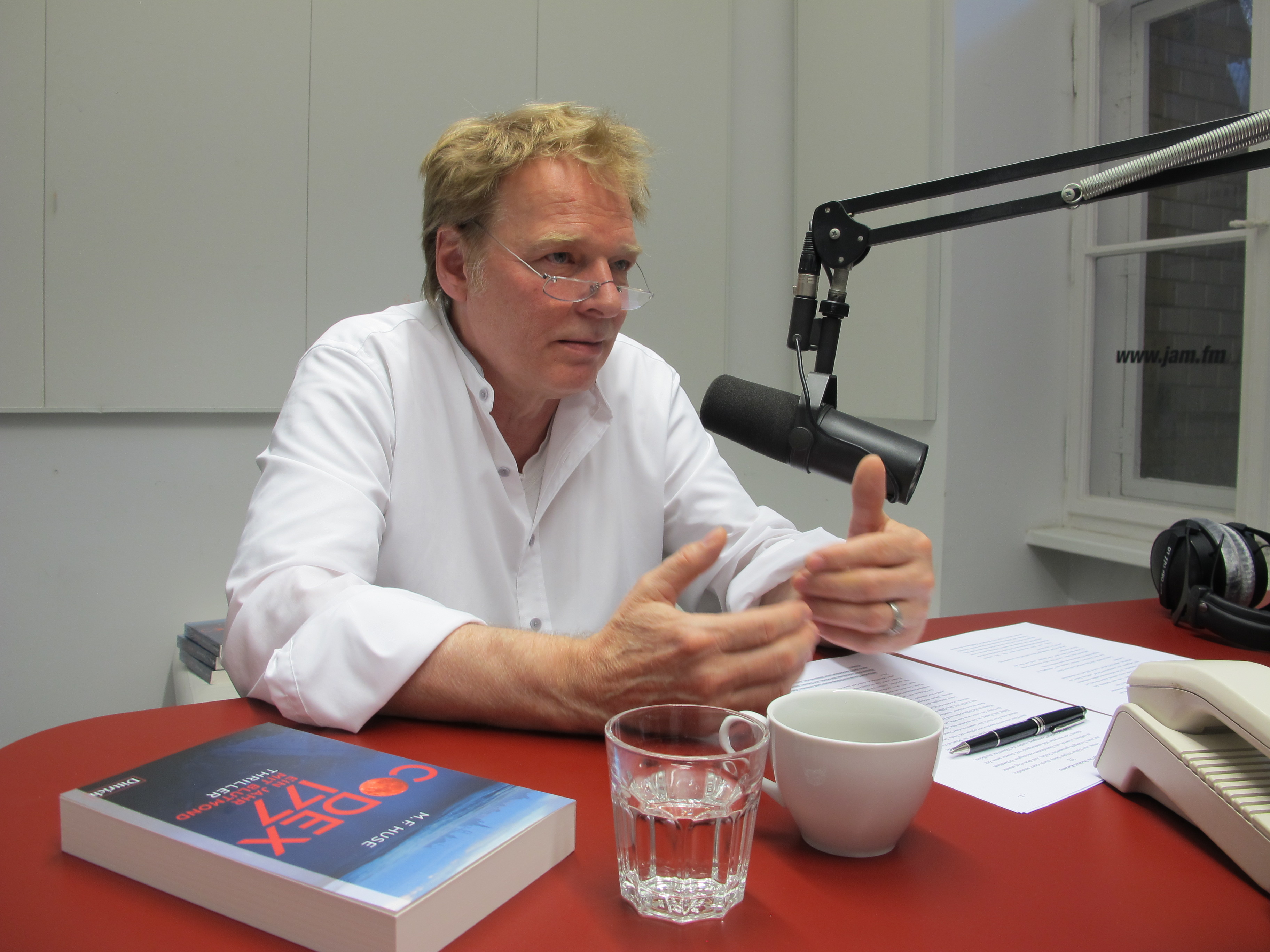
Michael F. Huse 2018

Michael Fritz Huse (* 16. August 1957 in Hamburg-Bergedorf) ist ein deutscher Filmregisseur, Drehbuchlektor und Buchautor.

## Leben
Nach dem Abitur an der Tellkampfschule in Hannover beteiligte sich Michael F. Huse zunächst an Deutschlands erster umfassenden Hitchcock-Retrospektive im Kino am Raschplatz von Hans-Joachim Flebbe. Mit erfolgreichem Abschluss des Studiums der Gesellschafts- und Wirtschaftskommunikation, insbesondere bei Bernward Wember, an der HdK Berlin 1984, gründete er gemeinsam mit Reiner Bumke vom Café Swing, Stephan Guntli und Horst Weidenmüller (Mick) die unabhängige Video- und Fernsehproduktion Studio K7 – audiovisuelle Kommunikation. Die wirtschaftlich relativ unabhängige Konstruktion ermöglichte neuartige Mischformen von Konzertaufzeichnung und Szene-Reportage sowie eigenwillige Art- und Musikclips.
Zunächst in künstlerischer Zusammenarbeit mit Stephan Guntli realisierte Huse zahlreiche vom Mainstream unabhängige Projekte als Bildregisseur, Editor und Produzent in der Berliner Musik-, Kunst- und Kulturszene. Darunter die 1983 und 1984 von Dimitri Hegemann veranstalteten Berlin Atonal Konzerte zur nonkonformen Musik, u. a. mit Z’ev, La Loora, Psychic TV. Im Weiteren experimentelle Konzertmitschnitte von Einstürzende Neubauten im Berliner Metropol und im sog. Goldenen Saal in der Tribüne auf dem Zeppelinfeld in Nürnberg. 1987 folgte der Videosampler Kings of Independence zum Konzert von Swans, Nick Cave und Crime and the City Solution in Knopf’s Music Hall auf der Reeperbahn.
Als persönlicher Assistent von Wolf Donner arbeitete Huse für die ARD Live-Berichterstattung: Berlinale Aktuell der Jahre 1986 bis 1989. Für die französische Fernseh-Dokumentation: Berlin (1987) des Regisseurs Philippe J. Grandrieux war er ausführender Produzent. Der 210-minütige Film führt durch die drei Westsektoren auf die Aussichtsplattformen an der Mauer. Es kommen Menschen zu Wort, die sich entschieden hatten, in West-Berlin zu leben, oder die der Mauerbau aufzwang, sich auf den Westteil der Stadt zu beschränken. Im Dialog mit Hanns Zischler erzählen sie von ihren Realitäten, Träumen und Erwartungen. Das Projekt entstand für La Sept, seit 1992 ARTE France, und gilt als einer der ersten Themenabende.
Nach 1987 engagierte sich Michael F. Huse vor allem als Regisseur für Film und Fernsehproduktionen.
Das Kinoprojekt der Theater-Trailer des Filmregisseurs Hans Peter Clahsen führte Huse zum Theater an der Ruhr von Roberto Ciulli nach Nordrhein-Westfalen. In der Folge entstanden Dokumentarfilme wie Augenblick Polen, Clowns in der Nacht, C’est la vie – la Wallonie sowie zahlreiche Theateradaptionen, u. a. Der kroatische Faust, Nachtasyl, Macbeth, bei denen er in unterschiedlichen Funktionen tätig war. Insbesondere flossen seine Erfahrungen mit entfesselten Bühnenkameras bei Konzertaufzeichnungen prägend in die filmische Übersetzung von Theaterstücken ein.
Zudem ist Michael F. Huse Regisseur der Kinofilme Im Westen alles nach Plan und Exclusion (gemeinsame Regie mit Hans Peter Clahsen) sowie Die Story von Monty Spinnerratz, dem ersten Kinoprojekt der Augsburger Puppenkiste.
Ab 1998 folgten dramaturgische Bearbeitungen von Drehbüchern und Theateradaptionen (Kino, Fernsehen, Arthouse) und diverse Kameraarbeiten, u. a. für Peter Kreyslers Verbotene Früchte (2002) im Iran. Im Weiteren arbeitete Huse als Regisseur im Bereich Wirtschaftskommunikation und als Lektor für internationale Filmfonds (insbesondere für das Deutsche Bank, Kompetenzteam Film und Fernsehen und die RMC). Parallel unterrichtete er bis 2004 an der FH Gelsenkirchen als Gastdozent im Fachbereich Betriebswirtschaftslehre mit den Vorlesungsschwerpunkten Wertschöpfungskette bei Kinofilm und rezeptionsorientierte Stoffentwicklung.
Mit Regiearbeiten für Moana, Cherchez La Femme, Virtual Beats (1999 und 2000) am städtischen Theater Remscheid (seit 2001 Teo Otto Theater), auch mit der Entwicklung und Pilotregie für die spanischen TV-Serie Es Verdad (2005, Mediterranean Audiovisual Center) auf Ibiza und der Zusammenarbeit mit Moon Suk bei ihren Berliner Talkshows im Stilwerk sowie ihrer erotischen Lesung im Bangaluu (2007) knüpfte Michael F. Huse an seine Arbeit im anspruchsvollen, zugleich publikumsorientierten Entertainment an. Für die Tanzkursshow Come Dancing (DVD, 2007) inszenierte er die unterhaltsame Didaktik des Tanzlehrers Markus Schöffl zu den Big Band Einlagen des Last Ballroom Orchestra unter der Leitung von Werner Last jr.
Seit 2008, mit der Regie für die Produkteinführung des VW Jetta in Indien, entwickelte Michael F. Huse besonderes Interesse am Hindi-Film. Ermöglicht wurde ihm der Zugang durch die Advise Film & TV Production, Berlin und Mumbai von Nils Visé, inzwischen bei Endemol-Shine. Neben Konzeption und Realisation von Werbespots und Imagefilmen lag ihr Fokus in der Stoffentwicklung für deutsch-indische Spielfilme und deren Koproduktion. Parallel in Deutschland arbeitete der Regisseur für Unternehmen aus den Bereichen der Finanzdienstleistung (Berliner Sparkasse) und Logistik (GLS) sowie für den Innovationspreis Berlin-Brandenburg. Für Kropac Media schrieb er Konzepte und realisierte Industriefilme insbesondere für die Audi sowie Porsche AG und deren Zulieferbetriebe.
2011 war er Mitglied der Fachjury für den 24. Deutschen Jugendvideopreis und im selben Jahr eines der Gründungsmitglied des Fun-For-Writing gem. e.V. Mit seinem Kurzfilm Half Past India – time to reset (2015) erinnerte Huse an die zunächst irrtümliche Interpretation des neu entdeckten Amerikas als indischer Subkontinent.
Ende 2017 erschien sein erster Roman: CODEX 177. Ein Jahr mit Blutmond. Mittels der taffen Protagonistin Teresa Wagner verknüpft die Handlung rund um das Mittelmeer verschiedene Elemente der frühmittelalterlichen Religionsgeschichte des achten Jahrhunderts mit der aktuellen Diskussion über Christentum und Islam in Europa, im Weiteren den Wertewandel in einer zunehmend digitalisierten Welt. Der Thriller versteht sich als Huses Beitrag zum interreligiösen Dialog und entstand vor dem Hintergrund der Erfahrungen des Autors aus den Filmarbeiten in Polen, dem Iran, Indien, den USA und andernorts; der umfangreiche Anhang zitiert neben anderen Quellen auch aus der Wikipedia. „Seine zahlreichen Auslandsaufenthalte, vor allem die Begegnungen mit den Menschen vor Ort, führten Michael F. Huse zur intensiven Beschäftigung mit den wechselseitigen Abhängigkeiten und gegenseitigen Beeinflussungen in einer wirtschaftlich wie medial nahezu perfekt, kulturell jedoch nur unzureichend vernetzten Welt.“
Michael F. Huse lebt mit Ehefrau Esther und ihrem Sohn Maximilian vor allem in Berlin und Hamburg.